# Feminismo sexo-positivo
Feminismo sexo-positivo, também conhecido como feminismo pró-sexo, feminismo sexo-radical, ou feminismo sexualmente liberal é um movimento de defesa da liberdade sexual como um componente essencial para a libertação das mulheres, surgido nos Estados Unidos da década de 1980, em meio aos debates que ficaram conhecidos como guerras sexuais feministas.

## Origem
Posicionamentos sexo-positivos surgiram nos debates teóricos feministas em resposta ao movimento anti-pornografia, que defendia que a pornografia deveria estar no centro de uma explicação feminista para a opressão das mulheres.
Este período de intenso debate e rivalidade entre as feministas antipornô e pró-sexo durante o início da década de 1980 é muitas vezes referido como guerras sexuais feministas. 

## Ideias-chave

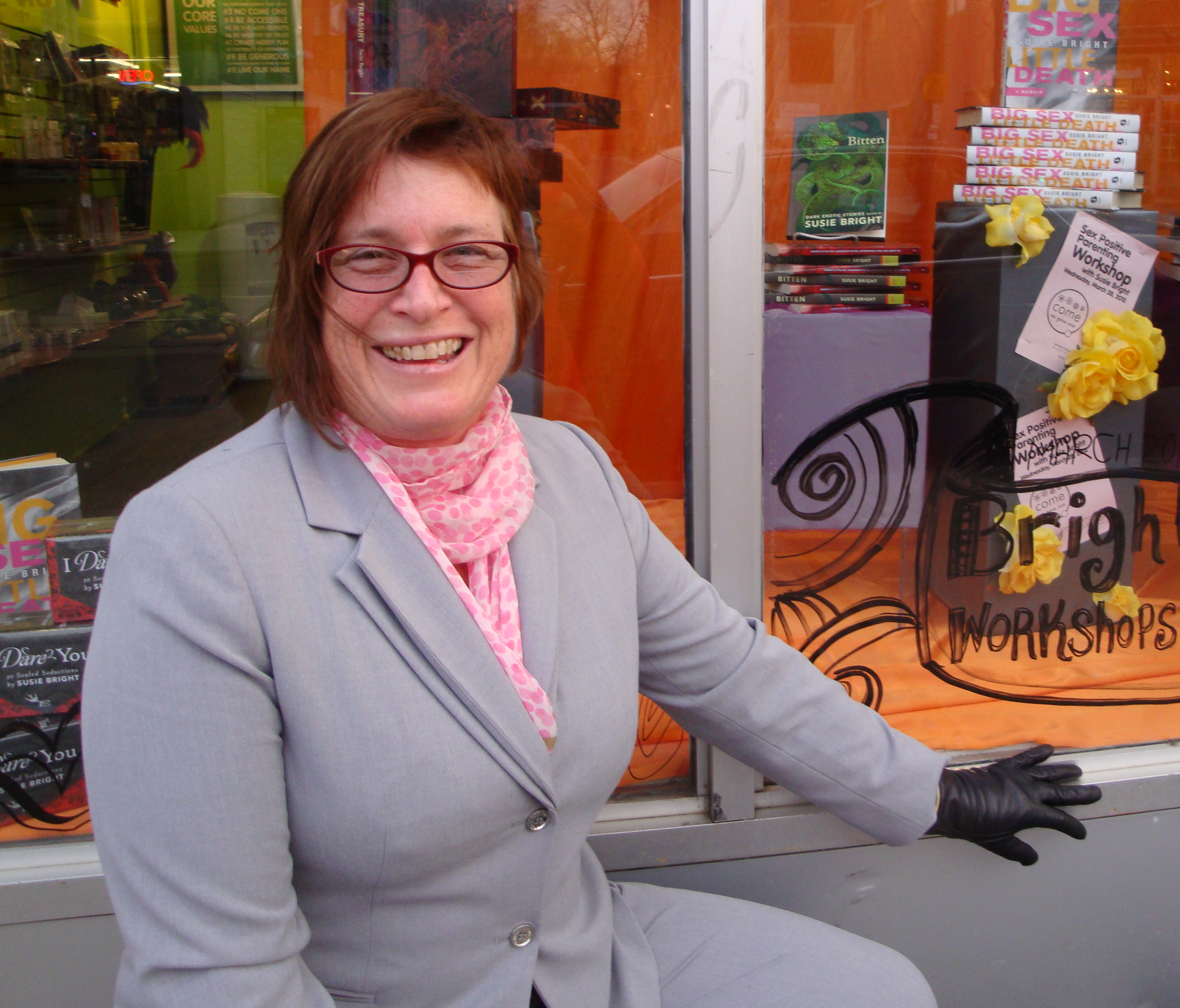
Susie Bright, escritora e ativista. Uma das primeiras pessoas a ser referida como uma feminista sexo-positiva.

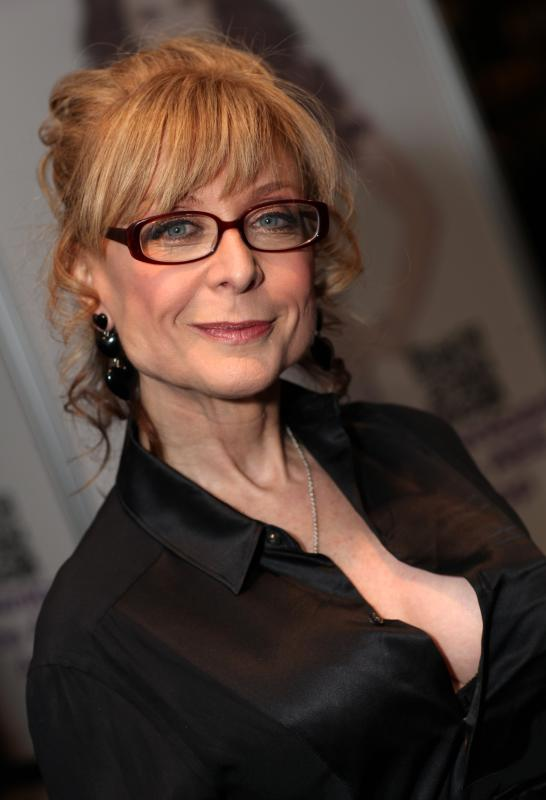
Nina Hartley.

Feminismo sexo-positivo centra-se na ideia de que a liberdade sexual é um componente essencial para a libertação das das mulheres. Como tal, as feministas pŕo-sexo se opõem as ações jurídicas ou sociais de controle de atividades sexuais consensuais entre adultos, sejam estes esforços iniciados pelo governo, outras feministas, antifeministas ou qualquer outra instituição. Elas apoiam grupos sexuais minoritários, aprovando o valor da coligação da criação de grupos marginalizados. O feminismo sexo-positivo se relaciona com o movimento sexo-positivo.
Gayle Rubin resume o conflito sobre o sexo dentro do feminismo:
...Há duas variedades de pensamentos feministas sobre o assunto. Uma tendência critica as restrições sobre as restrições sobre os comportamentos sexuais das mulheres e denuncia os altos custos impostos sobre as mulheres para serem sexualmente ativas. Esta tradição sexual feminista de pensamento chamada para uma libertação sexual que iria funcionar tanto para as mulheres como para os homens. A segunda tendência considera a liberalização sexual ser inerentemente uma mera extensão do privilégio masculino. Esta tradição está em consonância com discurso anti-sexual, conservador. 
 A causa do feminismo sexo-positivo reúne ativistas anticensura, ativistas LGBT, estudiosas feministas, radicais sexuais, os produtores de pornografia e erotismo, entre outros (embora nem todos os membros desses grupos são, necessariamente, feministas ou pessoas sexo-positivo).[carece de fontes?]
Feministas sexo-positivo rejeitam a degradação da sexualidade masculina, atribuída como prática de muitas feministas radicais. Em vez disso, encorajam a aceitação da diversidade da sexualidade e práticas sexuais humanas. Argumentam contra os limites impostos pelo patriarcado à expressão sexual das pessoas e a favor dar espaço às pessoas de todos os gêneros sexuais, em vez de restringir a pornografia. Feministas sexo-positivas rejeitam igualmente o essencialismo sexual, definido por Rubin como "a ideia de que o sexo é uma força natural que existe antes da vida social e formação de instituições". Em vez disso, elas veem a orientação sexual e gênero como construções sociais que são fortemente influenciadas pela sociedade.[carece de fontes?]
Feministas sexo-radicais, em particular, vêm a postura do sexo-positivo a partir de uma profunda desconfiança na capacidade do patriarcado em proteger as mulheres com leis que limitam sua sexualidade. Outras feministas identificam a libertação sexual das mulheres como o real motivo por trás do movimento das mulheres. Naomi Wolf escreve, "o orgasmo é chamada natural do corpo para a política feminista." Sharon Presley, a Coordenadora Nacional da Associação das Feministas Libertárias, escreve que, na área da sexualidade, o governo descaradamente discrimina a mulher.

## Tensões
A liberação sexual das mulheres e as teorias e práticas sexo-positivas tensionam ideias consolidadas em muitas sociedades humanas. Por exemplo, de acordo com a doutrina cristã, a atividade sexual só deve ter lugar em casamento e deve ser o coito vaginal; atos sexuais fora do casamento e "sexo não natural" (i.e. oral, sexo anal, denominado como "sodomia") são proibidos. Por outro lado, ainda nesta concepção, a violência sexual dentro do casamento não é vista como imoral por muitas sociedades conservadoras, devido à existência dos chamados "direitos conjugais". Tal organização da sexualidade tem, cada vez mais, sofrido ataques jurídicos e sociais nas últimas décadas.
Além disso, em determinadas culturas influenciadas pelo Catolicismo Romano, as ideias tradicionais sobre a masculinidade têm interagido com o culto da Virgem Maria e a ideia de pureza feminina. Isto favorece o estabelecimento de padrões duplos sobre a sexualidade, a masculina e a feminina: com os homens sendo socializados como sexualmente assertivos, postura de afirmação de sua masculinidade; em contrapartida, as "boas" mulheres sendo socializadas como desinteressadas em sexo.